# Unione Sportiva Gavorrano 2013-2014
Questa pagina raccoglie le informazioni riguardanti l'Unione Sportiva Gavorrano nelle competizioni ufficiali della stagione 2013-2014.

## Rosa
| N. |                    | Ruolo | Calciatore          |
| -- | ------------------ | ----- | ------------------- |
|    | Italia (bandiera)  | C     | Antonio Angelino    |
|    | Italia (bandiera)  | C     | Lorenzo Biagini     |
|    | Italia (bandiera)  | C     | Leonardo Bianchi    |
|    | Italia (bandiera)  | A     | Niko Bianconi       |
|    | Italia (bandiera)  | C     | Matteo Caciagli     |
|    | Italia (bandiera)  | C     | Simone Caciagli     |
|    | Italia (bandiera)  | D     | Federico Cenerini   |
|    | Italia (bandiera)  | A     | Enrico Chiarini     |
|    | Italia (bandiera)  | C     | Riccardo Cretella   |
|    | Italia (bandiera)  | D     | Carmine Esposito    |
|    | Italia (bandiera)  | A     | Nicola Falomi       |
|    | Italia (bandiera)  | D     | Alessio Fatticcioni |
|    | Italia (bandiera)  | C     | Luca Fiordani       |
|    | Italia (bandiera)  | P     | Francesco Forte     |
|    | Italia (bandiera)  | C     | Michele Fossati     |
|    | Italia (bandiera)  | C     | Simon Gentili       |
|    | Italia (bandiera)  | P     | Davide Grossi       |
|    | Italia (bandiera)  | C     | Roberto Guitto      |
|    | Marocco (bandiera) | A     | Jonis Khoris        |

| N. |                   | Ruolo | Calciatore         |
| -- | ----------------- | ----- | ------------------ |
|    | Italia (bandiera) | D     | Massimo Lucarelli  |
|    | Italia (bandiera) | A     | Simone Malatesta   |
|    | Italia (bandiera) | D     | Gregorio Mazzanti  |
|    | Italia (bandiera) | D     | Sebastiano Miano   |
|    | Italia (bandiera) | A     | Manuel Nocciolini  |
|    | Italia (bandiera) | C     | Alessio Periccioli |
|    | Italia (bandiera) | P     | Umberto Pisani     |
|    | Italia (bandiera) | A     | Francesco Potenza  |
|    | Italia (bandiera) | A     | Leandro Rizzo      |
|    | Italia (bandiera) | D     | Paolo Ropolo       |
|    | Italia (bandiera) | A     | Claudio Santini    |
|    | Italia (bandiera) | P     | Tiziano Scarfagna  |
|    | Italia (bandiera) | A     | Jacopo Scozzafava  |
|    | Italia (bandiera) | D     | Ciro Sirignano     |
|    | Italia (bandiera) | A     | Matteo Tazzari     |
|    | Italia (bandiera) | A     | Lorenzo Tempesti   |
|    | Italia (bandiera) | D     | Alessandro Vinci   |
|    | Italia (bandiera) | C     | Nicolas Zane       |
|    | Italia (bandiera) | C     | Francesco Zizzari  |